# Marinko Matosevic
Marinko Matosevic (Jajce, 8 de Agosto de 1985) é um ex-tenista profissional australiano, seu melhor ranking de N. 39, em 2009 pela ATP.

## ATP finais

### Simples: 1 (0–1)
| Legenda                           |
| --------------------------------- |
| Grand Slam (0–0)                  |
| ATP World Tour Finals (0–0)       |
| ATP World Tour Masters 1000 (0–0) |
| ATP World Tour 500 Series (0–0)   |
| ATP World Tour 250 Series (0–1)   |

| Títulos por Piso |
| ---------------- |
| Duro (0–1)       |
| Saibro (0–0)     |
| Grama (0–0)      |
| Carpete (0–0)    |

| Resultado | N. | Data         | Torneio                                                            | Piso | Oponente       | Placar       |
| --------- | -- | ------------ | ------------------------------------------------------------------ | ---- | -------------- | ------------ |
| Vice      | 1. | 4 Março 2012 | Delray Beach International Tennis Championships, Delray Beach, EUA | Duro | Kevin Anderson | 4–6 6–7(2–7) |

### Duplas: 1 (0–1)
| Legenda                           |
| --------------------------------- |
| Grand Slam (0–0)                  |
| ATP World Tour Finals (0–0)       |
| ATP World Tour Masters 1000 (0–0) |
| ATP World Tour 500 Series (0–0)   |
| ATP World Tour 250 Series (0–1)   |

| Títulos por Piso |
| ---------------- |
| Duro (0–1)       |
| Saibro (0–0)     |
| Grama (0–0)      |
| Carpete (0–0)    |

| Resultado | N. | Data              | Torneio                 | Piso     | Parceiro       | Oponente                   | Placar                |
| --------- | -- | ----------------- | ----------------------- | -------- | -------------- | -------------------------- | --------------------- |
| Vice      | 1. | 17 Fevereiro 2013 | SAP Open, San Jose, EUA | Duro (i) | Lleyton Hewitt | Xavier Malisse Frank Moser | 0–6, 7–6(7–5), [4–10] |

## Simples
| Legenda (Simples)               |
| Grand Slam (0)                  |
| ATP World Tour Masters 1000 (0) |
| ATP World Tour 500 (0)          |
| ATP World Tour 250 (0)          |
| ATP Challenger Tour (0)         |
| ITF Futures (5)                 |

| N. | Data              | Torneio         | Piso  | Oponente na final      | Placar         |
| 1. | 12 Maio 2008      | Morelia         | Duro  | Miguel Gallardo-Valles | 6-3 4-6 6-3    |
| 2. | 19 Maio 2008      | Puerto Vallarta | Duro  | Nima Roshan            | 6-3, 6-78, 6-3 |
| 3. | 20 Outubro 2008   | Happy Valley    | Duro  | Greg Jones             | 6-1, 7-63      |
| 4. | 1 Dezembro 2008   | Sorrento        | Duro  | Adam Feeney            | 6-3, 7-64      |
| 5. | 16 Fevereuri 2009 | Berri           | Grama | Colin Ebelthite        | 6-3, 6-4       |